# Almoguera
Almoguera es un municipio y localidad española de la provincia de Guadalajara, en la comunidad autónoma de Castilla-La Mancha. El término municipal tiene una población de 1373 habitantes (INE 2024).

## Toponimia y símbolos
Escudo heráldico
La descripción del escudo de Almoguera en el diccionario geográfico-histórico estadístico de Pascual Madoz es la siguiente: «Hace Almoguera por armas tres cabezas de moros, dos banderas encarnadas con unos signos árabes, y en medio una cruz y un castillo».
Toponimia
Existen dudas sobre el origen etimológico de la palabra Almoguera. La acepción más popular es "La Cueva", que se fundamenta en la abundancia de estas, tanto naturales como artificiales, en la zona.[cita requerida]

## Geografía
La localidad se encuentra en la margen derecha del río Tajo, cuyas aguas se encuentran represadas en el embalse de Almoguera.

## Historia
Hacia mediados del siglo XIX, el lugar tenía contabilizada una población de 719 habitantes. La localidad aparece descrita en el segundo volumen del Diccionario geográfico-estadístico-histórico de España y sus posesiones de Ultramar de Pascual Madoz de la siguiente manera:

ALMOGUERA: v. con ayunt. de la prov. y adm. de rent. de Guadalajara (7 leg.), part. jud. de Pastrana (2), aud. terr. y c. g. de Castilla la Nueva (Madrid 10), dióc. de Toledo (16): sit. en la confluencia do tres valles, y en el centro del estrecho barranco que forman; defendida de los vientos por los altos cerros que la circundan por todas partes menos la del O. su clima es algo enfermo, propenso á afecciones reumáticas y tercianas, tiene 190 casas de mala construccion y peor distribucion, de dos pisos, siendo el bajo inhabitable por su mucha humedad, tanto que hasta las paredes arrojan agua: sus calles, anchas, irregulares y sin empedrado, forman grandes lodazales en tiempo de lluvias: hay casa de ayunt., pósito con el fondo de 100 fan. de trigo, escuela de niños dotada con 1,500 rs. y 15 fan. de grano, á la que asisten 30; otra de niñas con dotación de 550 rs. á la que concurren 12; igl. parr. dedicada a Sta. Cecilia, en la cual hay una capilla que pertenece á la familia de los Manriques fundada por e lllmo. Sr. obispo de Plasencia D. Juan Francisco Manrique de Lara Bravo de Guzman; la torre está separada de la igl., está fundada sobre una gran piedra, donde antes estuvo el fuerte cast. del nombre del pueblo, y se pasa de uno á otro edificio por un camino subterráneo: el curato se proveo por concurso, y hay ademas un beneficio servidero con el título de San Juan que es el de otra parr. que antes existia y cuyos cimientos apenas se conocen; en los afueras existe solo la ermita del Sto. Cristo de las Injurias, las ruinas de otras dos, el cementerio que no perjudica á la salubridad, y una gran peña hueca donde se albergan los mendigos: no hay fuentes, los vec. beben las aguas del Tajo, y para los usos domésticos se sirven de pozos que suele haber en las casas, ó de los arroyos que pasan á la inmediacion, cuyas aguas son muy salobres. Confina el térm. por N. con el de Yebra, y desp. de Araduéñiga; E. Zorita y Albalale, S. Illana, y 0. Mazuecos y Albares; se estiende 1 leg. de N. á S. y 1 1/2 de E. á O. Comprende 10,000 fan. de tierra, de las que se cultivan ta mitad, y son 700 de primera clase, 1,800 de segunda y el resto de tercera, sin contar las que ocupan 5,000 pies de olivo, 80,000 copas de viña, y los montes baldíos mal conservados que apenas dan para leña y carbon: el terreno es entre llano y cerros quo forman pequeñas cord. consideradas como brazos salientes de los que divide el r. Tajo, y están enlazados por la orilla izq. con la sierra de Altomira: su calidad es floja en lo general y tenaz en lo que coge la vega; se riegan 200 fan. con las aguas de los dos arroyos que bajan de Albares y desp. de Araduéñiga, cuyo primer pueblo alterna con esta v. en el riego; estos arroyos se unen á las inmediaciones del pueblo y dan movimiento á dos molinos harineros; el r. Tajo á cuya der. se halla la pobl. corre á 1/2 leg. de dist., y tiene establecida una barca para facilitar su paso: los caminos son locales y en mal estado, no tanto por lo escabroso del terreno, como por el ningun cuidado con que se miran: el correo se recibe en la estafeta de Pastrana, tres veces á la semana, por medio de balijero. prod.: las principales son trigo, cebada, cáñamo, aceite y vino, debiendo advertirse, no se puede calcular la cantidad del cáñamo que se cosecha con la conveniente regularidad, por la diferencia que se observa en la siembra. El sobrante de las tres primeras especies de frutos se lleva á vender á los mercados de Mondejar, Pastrana y otros pueblos inmediatos, comprando en el mencionado Pastrana y en Almonacid de Zorita el aceite que les falta para el consumo. Tambien se cogen legumbres pero en corta cantidad. La cria de ganado lanar es muy escasa, lo mismo que la del cabrio; pero se cuentan 120 mulas y mas de 30 bueyes destinados á la labor. Es bastante regular la caza de perdices, conejos y liebres, no asi la caza mayor, ni tampoco abundan los animales dañinos. La pesca que se hace en el r. Tajo es muy sabrosa: ind.: ademas de los molinos harineros y de aceite de que se hizo mencion, se fabrican en pocos telares paños y lienzos ordinarios en las casas para el vestido de la familia: comercio: arrieros y traginantes que esportan el cáñamo sobrante y las sogas y lias que se fabrican para Madrid y otros diferentes puntos; otros arrieros introducen de Estremadura diferentes efectos de consumo, y los buhoneros franceses y montañeses recorren el pais, surtiéndole de art. de vestir, quincalla ordinaria, clavazon y otros efectos de ferreria. También hay en la pobl. tiendas de merceria y abaceria. pobl.: 165 vec.; 719 alm.: cap. prod.: 2.708.890 rs.: imp.: 243,800: contr.: 16,571 rs. 12 mrs.: presupuesto municipal: 7,000: se cubre con las rent. de propios y arbitrios que consisten en el valor de las yerbas de un monte de 500 fan., el de otras 60 de tierra labrantía; 1 posada, 2 casas, 1 molino de aceite, la barca sobre el Tajo, los pastos de los baldíos, y los de 800 fan. que pertenecen á arbitrios.
(Madoz, 1845, pp. 165-166)

## Demografía
Almoguera cuenta con una población de 1373 habitantes (INE 2024).
| Gráfica de evolución demográfica de Almoguera entre 1842 y 2021                                                     |
| |
| Población de derecho según los censos de población del INE Población de hecho según los censos de población del INE |

| 1991 |  | 1996 |  | 2001 |  | 2004 |  | 2007 |  | 2013 |  | 2015 |
| ---- |  | ---- |  | ---- |  | ---- |  | ---- |  | ---- |  | ---- |
| 782  |  | 862  |  | 1146 |  | 1418 |  | 1453 |  | 1422 |  | 1401 |

## Patrimonio
- Iglesia de Santa Cecilia[1]
- Castillo de Almoguera[1]
- Ermita del Santísimo Cristo de las Injurias[1]